# Ron Nachman

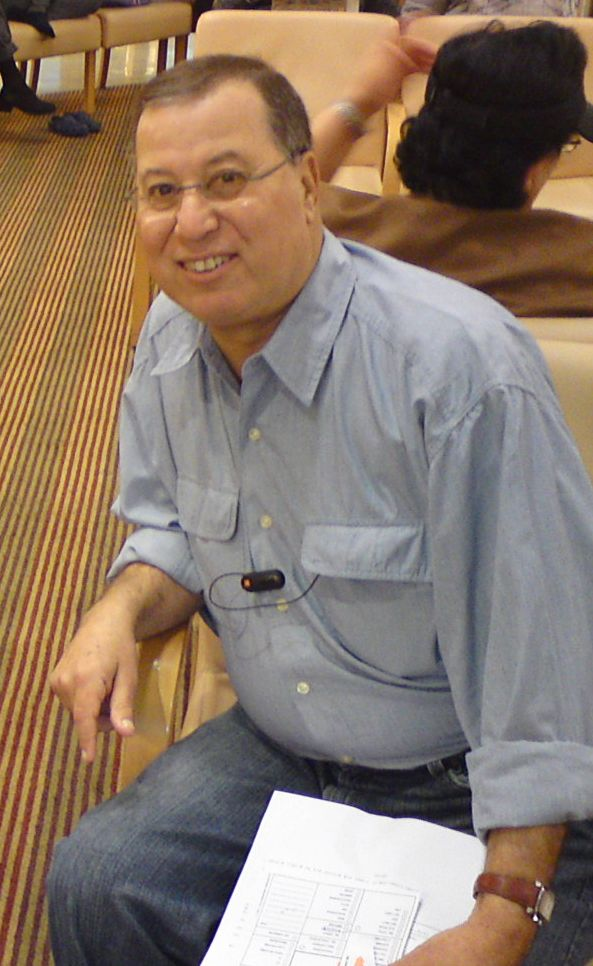
Ron Nachman

Ron Nachman (hebräisch רון נחמן; * 6. August 1942 in Tel Aviv; † 18. Januar 2013 in Petach Tikwa) war ein israelischer Politiker und Gründer der heutigen Stadt Ariel – eine der größten israelischen Siedlungen im Westjordanland. Von 1985 bis zu seinem Tod war er deren erster und einziger Bürgermeister.
Im Jahr 1989, während der Ersten Intifada, machte er den Vorschlag, dass Palästinenser, die in der Siedlung arbeiteten, verpflichtet werden sollten, ein bestimmtes Abzeichen an der Kleidung zu tragen, das sie als Fremdarbeiter ausweise. Daraufhin ermittelte die Staatsanwaltschaft gegen ihn wegen des Verdachts der Aufstachelung zum Rassismus. Kritiker verglichen die Abzeichen mit dem gelben Judenstern, den Juden während der Zeit des Nationalsozialismus tragen mussten. Nachman nannte die Ermittlungen ein „absurdes Theater“.
Von 1992 bis 1996 gehörte er für Likud der Knesset an.
Ron Nachman starb nach einem längeren Krebsleiden am 18. Januar 2013. Er hinterließ seine Frau Dorit und vier Töchter.
Im April 2013 erhielt er postum den Israel-Preis für sein Lebenswerk.

## Bürgermeister von Ariel
1. Amtszeit: 1985–1989
2. Amtszeit: 1989–1994
3. Amtszeit: 1994–1999
4. Amtszeit: 1999–2004
5. Amtszeit: 2004–2009 (Wahl vom 2. November 2004)
6. Amtszeit: 2009–18. Januar 2013 (Wahl vom 11. November 2008; Stimmen: 51,5 %)